# Championnats du monde de patinage artistique 1968
Navigation
Mondiaux 1967 Mondiaux 1969
Les championnats du monde de patinage artistique 1968 ont lieu du 27 février au 3 mars 1968 à la patinoire des Vernets de Genève en Suisse.
Pour la première fois, des sportifs du continent africain participent aux mondiaux de patinage artistique.

## Qualifications
Les patineurs sont éligibles à l'épreuve s'ils représentent une nation membre de l'Union internationale de patinage (International Skating Union en anglais). Les fédérations nationales sélectionnent leurs patineurs en fonction de leurs propres critères.
Sur la base des résultats des championnats du monde 1967, l'Union internationale de patinage autorise chaque pays à avoir de une à trois inscriptions par discipline. 

## Podiums
| Épreuves                            | Or                                  | Argent                           | Bronze                             |
| ----------------------------------- | ----------------------------------- | -------------------------------- | ---------------------------------- |
| Messieurs résultats détaillés       | Emmerich Danzer                     | Tim Wood                         | Patrick Péra                       |
| Dames résultats détaillés           | Peggy Fleming                       | Gabriele Seyfert                 | Hana Mašková                       |
| Couples résultats détaillés         | Ludmila Belousova / Oleg Protopopov | Tatiana Zhuk / Aleksandr Gorelik | Cynthia Kauffman / Ronald Kauffman |
| Danse sur glace résultats détaillés | Diane Towler / Bernard Ford         | Yvonne Suddick / Malcolm Cannon  | Janet Sawbridge / Jon Lane         |

## Tableau des médailles
| Rang  | Nation             | Or | Argent | Bronze | Total |
| ----- | ------------------ | -- | ------ | ------ | ----- |
| 1     | États-Unis         | 1  | 1      | 1      | 3     |
| 1     | Royaume-Uni        | 1  | 1      | 1      | 3     |
| 3     | Union soviétique   | 1  | 1      | 0      | 2     |
| 4     | Autriche           | 1  | 0      | 0      | 1     |
| 5     | Allemagne de l'Est | 0  | 1      | 0      | 1     |
| 6     | France             | 0  | 0      | 1      | 1     |
| 6     | Tchécoslovaquie    | 0  | 0      | 1      | 1     |
| Total | Total              | 4  | 4      | 4      | 12    |

## Détails des compétitions

### Messieurs
| Rang | Nom                     | Nation               | Places | Points | Fig. impo. | Prog. libre |
| ---- | ----------------------- | -------------------- | ------ | ------ | ---------- | ----------- |
| 1    | Emmerich Danzer         | Autriche             | 12     | 2195.2 |            |             |
| 2    | Tim Wood                | États-Unis           | 15     | 2180.9 |            |             |
| 3    | Patrick Péra            | France               | 38     | 2090.1 |            |             |
| 4    | Scott Allen             | États-Unis           | 38     | 2095.1 |            |             |
| 5    | Gary Visconti           | États-Unis           | 41     | 2086.1 |            |             |
| 6    | Ondrej Nepela           | Tchécoslovaquie      | 52     | 2052.5 |            |             |
| 7    | Jay Humphry             | Canada               | 57     | 2047.3 |            |             |
| 8    | Peter Krick             | Allemagne de l'Ouest | 79     | 1989.4 |            |             |
| 9    | Sergueï Tchetveroukhine | Union soviétique     | 83     | 1978.1 |            |             |
| 10   | David McGillivray       | Canada               | 93     | 1963.7 |            |             |
| 11   | Günter Zöller           | Allemagne de l'Est   | 94     |        |            |             |
| 12   | Philippe Pélissier      | France               | 106    |        |            |             |
| 13   | Michael Williams        | Royaume-Uni          | 117    |        |            |             |
| 14   | Tsuguhiko Kozuka        | Japon                | 128    |        |            |             |
| 15   | Marian Filc             | Tchécoslovaquie      | 133    |        |            |             |
| 16   | Giordano Abbondati      | Italie               | 142    |        |            |             |
| 17   | Reinhard Ketterer       | Allemagne de l'Ouest | 154    |        |            |             |
| 18   | Günter Anderl           | Autriche             | 162    |        |            |             |
| 19   | Jenő Ébert              | Hongrie              | 167    |        |            |             |
| 20   | Daniel Höner            | Suisse               | 179    |        |            |             |

### Dames
| Rang | Nom                | Nation               | Places | Points | Fig. impo. | Prog. libre |
| ---- | ------------------ | -------------------- | ------ | ------ | ---------- | ----------- |
| 1    | Peggy Fleming      | États-Unis           | 9      | 2269.7 | 1          | 1           |
| 2    | Gabriele Seyfert   | Allemagne de l'Est   | 19     | 2179.8 | 2          | 2           |
| 3    | Hana Mašková       | Tchécoslovaquie      | 29     | 2121.3 |            |             |
| 4    | Beatrix Schuba     | Autriche             | 35     | 2094.1 |            |             |
| 5    | Kumiko Okawa       | Japon                | 46     | 2054.2 |            |             |
| 6    | Albertina Noyes    | États-Unis           | 59     | 2025.5 |            |             |
| 7    | Karen Magnussen    | Canada               | 62     | 2016.6 |            |             |
| 8    | Zsuzsa Almássy     | Hongrie              | 74     | 1985.7 |            |             |
| 9    | Janet Lynn         | États-Unis           | 89     | 1961.5 |            |             |
| 10   | Elena Shcheglova   | Union soviétique     | 89     | 1954.5 |            |             |
| 11   | Monika Feldmann    | Allemagne de l'Ouest | 94     |        |            |             |
| 12   | Patricia Dodd      | Royaume-Uni          | 107    |        |            |             |
| 13   | Linda Carbonetto   | Canada               | 117    |        |            |             |
| 14   | Marie Víchová      | Tchécoslovaquie      | 133    |        |            |             |
| 15   | Elisabeth Nestler  | Autriche             | 139    |        |            |             |
| 16   | Charlotte Walter   | Suisse               | 148    |        |            |             |
| 17   | Martina Clausner   | Allemagne de l'Est   | 147    |        |            |             |
| 18   | Kazumi Yamashita   | Japon                | 158    |        |            |             |
| 19   | Haruko Ishida      | Japon                | 156    |        |            |             |
| 20   | Sonja Morgenstern  | Allemagne de l'Est   | 183    |        |            |             |
| 21   | Mary-Ellen Holland | Australie            | 186    |        |            |             |
| 22   | Margaret Betts     | Afrique du Sud       | 198    |        | 22         | 22          |

### Couples
| Rang    | Nom                                       | Nation               | Places | Points | Prog. court | Prog. libre |
| ------- | ----------------------------------------- | -------------------- | ------ | ------ | ----------- | ----------- |
| 1       | Ludmila Belousova / Oleg Protopopov       | Union soviétique     | 9      | 315.9  | 1           | 1           |
| 2       | Tatiana Zhuk / Aleksandr Gorelik          | Union soviétique     | 19     | 311.2  | 2           | 2           |
| 3       | Cynthia Kauffman / Ronald Kauffman        | États-Unis           | 31     | 304.3  |             |             |
| 4       | Tamara Moskvina / Alexeï Michine          | Union soviétique     | 35     | 303.6  |             |             |
| 5       | Heidemarie Steiner / Heinz-Ulrich Walther | Allemagne de l'Est   | 48     | 299.0  |             |             |
| 6       | Gudrun Hauss / Walter Häfner              | Allemagne de l'Ouest | 54     | 295.0  |             |             |
| 7       | Bohunka Šrámková / Jan Šrámek             | Tchécoslovaquie      | 58     | 293.9  |             |             |
| 8       | Sandi Sweitzer / Roy Wagelein             | États-Unis           | 72     | 290.2  |             |             |
| 9       | Irene Müller / Hans-Georg Dallmer         | Allemagne de l'Est   | 80     | 286.7  |             |             |
| 10      | Liana Drahová / Peter Bartosiewicz        | Tchécoslovaquie      | 98     | 279.4  |             |             |
| 11      | JoJo Starbuck / Kenneth Shelley           | États-Unis           | 99     |        |             |             |
| 12      | Marianne Streifler / Herbert Wiesinger    | Allemagne de l'Ouest | 110    |        |             |             |
| 13      | Betty McKilligan / John McKilligan        | Canada               | 118    |        |             |             |
| 14      | Brigitte Weise / Michael Brychy           | Allemagne de l'Est   | 129    |        |             |             |
| 15      | Mona Szabo / Pierre Szabo                 | Suisse               | 128    |        |             |             |
| 16      | Janina Poremska / Piotr Sczypa            | Pologne              | 136    |        |             |             |
| 17      | Glenda O'Shea / Brian O'Shea              | Afrique du Sud       | 153    |        |             |             |
| Abandon | Margot Glockshuber / Wolfgang Danne       | Allemagne de l'Ouest |        |        |             |             |

### Danse sur glace
| Rang | Nom                                      | Nation               | Places | Points | Danses imposées | Danse libre |
| ---- | ---------------------------------------- | -------------------- | ------ | ------ | --------------- | ----------- |
| 1    | Diane Towler / Bernard Ford              | Royaume-Uni          | 9      | 332.9  | 1               | 1           |
| 2    | Yvonne Suddick / Malcolm Cannon          | Royaume-Uni          | 24     | 319.8  |                 |             |
| 3    | Janet Sawbridge / Jon Lane               | Royaume-Uni          | 24     | 319.7  |                 |             |
| 4    | Judy Schwomeyer / James Sladky           | États-Unis           | 40     | 311.8  |                 |             |
| 5    | Irina Grishkova / Viktor Ryzhkin         | Union soviétique     | 43     | 310.9  |                 |             |
| 6    | Lioudmila Pakhomova / Aleksandr Gorchkov | Union soviétique     | 49     | 307.9  |                 |             |
| 7    | Vicki Camper / Eugen Heffron             | États-Unis           | 65     | 298.3  |                 |             |
| 8    | Angelika Buck / Erich Buck               | Allemagne de l'Ouest | 78     | 291.4  |                 |             |
| 9    | Joni Graham / Don Phillips               | Canada               | 82     | 289.0  |                 |             |
| 10   | Annerose Baier / Eberhard Rüger          | Allemagne de l'Est   | 85     | 285.0  |                 |             |
| 11   | Edit Mató / Károly Csanádi               | Hongrie              | 101    |        |                 |             |
| 12   | Milena Tůmová / Josef Pešek              | Tchécoslovaquie      | 111    |        |                 |             |
| 13   | Donna Taylor / Bruce Lennie              | Canada               | 112    |        |                 |             |
| 14   | Susanna Carpani / Sergio Pirelli         | Italie               | 124    |        |                 |             |
| 15   | Claude Couste / Jean-Pierre Noullet      | France               | 133    |        |                 |             |